# Been So Long
Been So Long è un film del 2018 diretto da Tinge Krishnan.

## Trama
Una giovane madre lavoratrice decide una sera di uscire in città. Incontra ad un certo punto un uomo affascinante che inizia a corteggiarla. Ma l'uomo nasconde dei segreti.

## Distribuzione
Il film è stato distribuito sulla piattaforma Netflix a partire dal 26 ottobre 2018.